# أنيا شوته
أنيا شوته (بالألمانية: Anja Schüte )‏ (و. 1964  م) هي ممثلة أفلام، وممثلة تلفزيونية ألمانية، ولدت في هامبورغ.

## الاعمال

### أفلام
- أول الرغبات (1984) - بدور دوروثي.

## روابط خارجية
- أنيا شوته على موقع IMDb (الإنجليزية)
- أنيا شوته على موقع ألو سيني (الفرنسية)
- أنيا شوته على موقع أول موفي (الإنجليزية)
- أنيا شوته على موقع قاعدة بيانات الفيلم (الإنجليزية)
- أنيا شوته على موقع كينوبويسك (الروسية)